# Marie-France Mill
Marie-France Mill ist eine ehemalige belgische Judoka. Sie gewann zwei Gold-, zwei Silber- und vier Bronzemedaillen bei Europameisterschaften.

## Sportliche Karriere
Marie-France Mill begann im Halbmittelgewicht, der Gewichtsklasse bis 61 Kilogramm. 1975 wurden erstmals offizielle Europameisterschaften für Frauen ausgetragen. Bei den Wettkämpfen in München erreichte Mill das Finale und unterlag dort der Französin Martine Rottier. Im Jahr darauf erkämpfte sie eine Bronzemedaille bei den Europameisterschaften in Wien.
Ab 1977 trat Mill im Mittelgewicht an, der Gewichtsklasse bis 66 Kilogramm. Bei den Europameisterschaften 1977 im belgischen Arlon unterlag sie im Finale der Deutschen Gabriele Czerwinski. Ein Jahr später bei den Europameisterschaften in Köln gewann Mill zwei Bronzemedaillen: Im Mittelgewicht und in der offenen Klasse. 1979 in Kerkrade gewann Mill mit einem Finalsieg über die Britin Maureen Bennett ihren ersten Europameistertitel im Mittelgewicht. Im März 1980 erkämpfte Mill bei den Europameisterschaften in Udine eine Bronzemedaille. Ende November 1980 fanden in New York City die ersten Weltmeisterschaften für Frauen statt. Mill unterlag im Viertelfinale der Britin Dawn Netherwood. Im Kampf um Bronze verlor sie gegen Christine Penick aus den Vereinigten Staaten. Im März 1981 bei den Europameisterschaften in Madrid gewann Mill ihre letzte internationale Medaille, als sie im Finale die Deutsche Alexandra Schreiber bezwang.